# 飯島紀
飯島 紀（いいじま おさむ、1928年2月 - ）は、日本の古代オリエント学者。

## 人物・来歴
東京市目黒村（現：目黒区）生まれ。1945年芝中学校（旧制）卒業後、1949年成城高等学校 (旧制) 卒業。1953年京都大学理学部化学科卒業。京都大学文学部にて聴講生としてセム語を履修。松下電器産業に勤務、1988年退職。日本オリエント学会会員。

## 著作物

### 単著
- 『楔形文字の初歩 歴史と文法 シュメール語・ハッチ語・アッカド語・新アッシリア語・ウガリト語・ペルシャ語』泰流社 1994年。ISBN 4812100968
- 『世界最古の文字シュメール語入門』泰流社 1995年。ISBN 4812102014
- 『シュメール人の言語・文化・生活』泰流社 1996年。ISBN 4812101581
- 『シュメールを求めて：最古の王朝』泰流社 1997。ISBN 4812102065
- 『シュメールを読む：最古の王朝』泰流社 1997年。ISBN 4812102014
- 『アラム語入門：ペルシア帝国の国際公用語キリストの日常語-そして現代も生きる』泰流社 1998年。ISBN 4812102421
- 『アッカド語：楔形文字と文法』<古代の歴史ロマン>、国際語学社、2000年。ISBN 4877311211
- 『アラム語：イエスの誕生、キリスト教の全貌』<古代の歴史ロマン>、国際語学社、2001年。ISBN 4877311343
- 『ハンムラビ法典：「目には目を歯には歯を」を含む282条の世界最古の法典』<古代の歴史ロマン>、国際語学社、2002年。ISBN 487731170X
- 『よくわかる!古代文字の世界：古代文字だけが知っている、オリエント国家興亡の真実』国際語学社 2008年。ISBN 978-4-87731-426-2
- 『はじめての古代エジプト語文法：ヒエログリフ入門』<オリエンス語シリーズ>、信山社、2010年。ISBN 9784797288117
- 『古代メソポタミア語文法：シュメール語読本』<オリエンス語シリーズ>、信山社、2011年。ISBN 9784797288124
- 『バビロニア語文法：バベルの塔を見上げて人々は何を語ったか』<オリエンス語シリーズ>、信山社、2012年。ISBN 9784797288131

### 共著
- 佐藤信夫（共著）『アッシリア語入門：現代アラム語』泰流社、1993年。ISBN 4812100356
- 佐藤信夫（共著）『グルジア語文法』泰流社、1994年。ISBN 4812100860
- （編著）『日本語-セム語族比較辞典：日本語・アッカド語・アラム語・ヘブライ語対照辞典、シュメール語付』<古代の歴史ロマン>、国際語学社、2003年。ISBN 4877311807
- （編著）『アラム語-日本語単語集』<単語で辿る古代の歴史ロマン>、国際語学社  2005年。ISBN 4877312560
- 佐藤信夫（共著）『ネオ・アッシリア語入門（ネオ・アラム語）』<古代の歴史ロマン>、国際語学社、2006年。ISBN 4877313354

### 翻訳
- 『ハンムラビ法典：世界最古の法典 原典直訳』泰流社 1997年。ISBN 4812102170
- 『対訳グルジア憲法：解釈と逐語訳』佐藤信夫共訳著 信山社出版 1998年。ISBN 4797221380
- 『エジプトアマルナ王朝手紙集：王への手紙王からの手紙』<古代の歴史ロマン>、国際語学社、2007年。ISBN 9784877313425

## 参考
- 『現代日本人名録』日外アソシエーツ、2002年